# Lodowiec alpejski
Lodowiec alpejski – typ lodowca górskiego, złożony z jednego lub kilku pól firnowych, oraz jednego jęzora schodzącego do dna doliny. Cechą charakterystyczną tego typu lodowca jest stosunek pola firnowego (obszaru akumulacji) do obszaru ablacji (jęzora), który wynosi 2:1. Ta zależność jest typowa dla umiarkowanych i politermalnych lodowców średnich szerokości geograficznych, które nie są pokryte gruzem i nie są znacząco zasilane lawinami.